# ロイコリシン
ロイコリシン(Leucolysin、EC 3.4.24.6)は、酵素である。この酵素は、インスリンB鎖のPhe1-Val、His5-Leu、Ala14-Leu、Gly20-Glu、Gly23-Phe、Phe24-Phe結合及びN末端がブロックされたジペプチドを切断する。
この酵素は、ヌママムシ(Agkistrodon piscivorus leucostoma)の毒から単離された。